# 주말 드라마
| 월요일        | 화요일        | 수요일        | 목요일        | 금요일        | 토요일        | 일요일        | 월요일~금요일 | 토요일~일요일 | 일요아침 |
| 월요일~화요일 | 월요일~화요일 | 수요일~목요일 | 수요일~목요일 | 금요일~토요일 | 금요일~토요일 | 토요일~일요일 | 월요일~금요일 | 토요일~일요일 | 일요아침 |

주말 드라마는 토요일부터 일요일에 방송 중인 TV 드라마 프로그램이다.
2010년대까지 주말 시간대에는 온 가족이 함께 즐기는 안방극장에서 다양한 드라마 프로그램이 방영되어 많은 호평을 얻었다. 그러나 2020년을 전후하여 코로나19의 확산, 스마트폰의 보급, OTT 서비스 가입자 수 증가 등으로 시청률이 저조해지자, 2010년에는 KBS 1TV 주말 특별기획 드라마가, 2017년에는 SBS 주말 드라마가, 2019년에는 MBC 주말 드라마와 SBS 주말 특별기획 드라마가, 2020년에는 MBC 주말 특별기획 드라마가 폐지되었다. 현재는 KBS 2TV 주말 드라마만이 방송되고 있다.

### 현재
- KBS 2TV 주말 드라마

### 과거
- KBS 1TV 주말 특별 기획 드라마 (2009년 ~ 2010년) <1년 만에 폐지>
- MBC 주말 드라마 (1977년 ~ 2019년) <42년 만에 완전 폐지>
- MBC 주말 특별 기획 드라마 (1991년 ~ 2008년, 2009년 ~ 2020년) <29년 만에 완전 폐지>
- SBS 주말 드라마 (1991년 ~ 2015년, 2016년 ~ 2017년) <26년 만에 완전 폐지>
- SBS 주말 특별 기획 드라마 (1995년 ~ 2016년, 2017년 ~ 2019년) <24년 만에 완전 폐지>
- JTBC 주말 드라마 (2011년 ~ 2014년) <3년 만에 폐지>
- JTBC 주말 특별 기획 드라마 (2013년 ~ 2015년) <2년 만에 폐지>